# تیم ملی هندبال مردان هنگ کنگ
تیم ملی هندبال هنگ کنگ نماینده هنگ کنگ در مسابقات بین‌المللی است و توسط فدراسیون هندبال هنگ کنگ اداره می شود.